# 阿塔瓦波市

阿塔瓦波市（西班牙語：Municipio Atabapo），是委內瑞拉的一個市，位於該國南部亞馬遜州，首府設於阿塔瓦波河畔聖費爾南多，面積25,062平方公里，2011年人口9,228，人口密度為每平方公里0.44人。